# 君に会えるから…
「君に会えるから… feat. SPICY CHOCOLATE, RYO the SKYWALKER」（きみにあえるから フィーチャリング・スパイシーチョコレート、リョー・ザ・スカイウォーカー）は、青山テルマの14作目のシングル。2012年5月16日リリース。

## 概要
青山テルマの2012年第1弾シングル。2011年にデジタル大ヒットした、SPICY CHOCOLATEの「君に会いたい… feat.RYO the SKYWALKER/SPICY CHOCOLATE」のプレリュード・ソング。「君に会いたい…」の2人が出会った頃のラヴ・ストーリーをオリジナル楽曲と同じキャスティングで展開。サマーラブストーリー。

## 収録曲
1. 君に会えるから… feat. SPICY CHOCOLATE, RYO the SKYWALKER 
（作詞：青山テルマ・R.Yamaguchi・Miss Monday 作曲：U.M.E.D.Y.・WolfJunk・CONTROLLER / 編曲：WolfJunk）
2. 夢の続きへ ※テレビ東京系世界卓球2012 テーマソング
3. 東京ららばい ※映画『キリン』エンディング・テーマ
4. 君に会えるから… feat. SPICY CHOCOLATE, RYO the SKYWALKER (Instrumental)
5. 夢の続きへ (Instrumental)
6. 東京ららばい (Instrumental)